# Ефруссі Поліна Йосипівна
Поліна (Перл) Осипівна Ефруссі (також Ефрусі, нім. Perla Ephrussi; 22 серпня 1876, Кишинів, Бессарабська губернія — 29 жовтня 1942, Мінеральні Води) — радянська психологиня та педагогиня, докторка філософських наук, професорка ленінградського Інституту з вивчення мозку та психічної діяльності.

## Життєпис
Народилася 1876 року в Кишиневі в сім'ї банкіра і зерноторговця, купця першої гільдії Йосипа Ісааковича Єфрусі (в інших документах Арон-Йосиф Іцикович Ефрусі), та Рівки (Ревекки) Абрамівни Бланк, уклавши шлюб там же в 1856 році. Батько разом із шурином володів банківською конторою в Кишиневі, а також фірмою з експорту зерна, яка розташовувалась в Одесі на перехресті Поштової та Єлизаветинської вулиць. 
У 1885—1893 роках Перл Ефруссі навчалася у міській гімназії для дівчаток, до 1897 року працювала вчителькою арифметики у Кишинівському жіночому єврейському професійному училищі (Єврейського колонізаційного товариства). У 1897—1900 роках навчалася в Берлінському університеті, в 1901 році — в Університеті Бреслау, в 1902—1904 роках — в Геттінгенському університеті, де працювала в лабораторії експериментальної психології під керівництвом Георга ЕлісаМюллера і захистила дисертацію «Експериментальний підхід до вчення про пам'ять» з описом класичного експерименту щодо ролі повторення у процесах запам'ятовування («Experimentalle Beiträge zur Lehre vom Gedächtnis», 1904, видана окремою книгою).
Після повернення до Російської імперії оселилася в Петербурзі. У 1912 році переклала з німецької мови книгу Вільгельма Грубе (1855—1908) «Духовна культура Китаю: література, релігія, культ» (СПб.: Брокгауз — Ефрон). Займалася також перекладом психологічної літератури (зокрема роботи Карла Штумпфа «Явлення та психічні функції»).
У 1918 році спільно з Миколою Бахтіним, Анатолієм Луначарським, Михайлом Богдановим-Березовським та іншими стала одним із засновників Курсів художнього слова (згодом Інститут живого слова), вела курс психології мови та мислення. Очолювала психологічну лабораторію Педагогічного музею. Авторка численних праць у галузі експериментальної психології, дитячої патопсихології, психології шкільної освіти, дефектології (відхилень поведінки та розумової відсталості), судової та генетичної психології, ейдетики. У 1912—1925 роках разом з Єлизаветою Тихеєвою та Людмилою Чулицькою-Тихеєвою була редактором збірок серії «Нові ідеї в педагогіці».
У 1930-ті роки жила разом із сестрою — педіатром Зінаїдою Мічник — у новому «будинку спеціалістів» на Лісовому проспекті. В 1942 році разом із сестрою була евакуйована Ленрадою з блокадного Ленінграда на Північний Кавказ, де обидві були схоплені німцями і після невдалої спроби самогубства розстріляні на скляному заводі в Мінеральних водах.

## Родина
- Брат — російський економіст і журналіст Борис Йосипович (Бенціон Йоселевич) Ефрусі (1865—1897).
- Сестра — Софія Йосипівна (Сура Йосипівна) Ефрусі (у шлюбі Лазаркевич), піддавалася арештам як член партії есерів (1905). Член Бойової організації партії есерів (1907—1911)[6][7][8]; викладачка арифметики у Кишинівському жіночому єврейському професійному училищі Єврейського колонізаційного товариства, дружина журналіста, хіміка та члена партії есерів Никифора Олександровича Лазаркевича (партійний псевдонім «Фор»; 1877—1871). Подружжя емігрувало спочатку до Франції, а потім до США.
- Племінник (син брата, лікаря-фізіотерапевта, завідувача Цандерівського механолікувального інституту в Одесі Ісаака Йосиповича Ефрусі, 1859—?) — Яків Ісаакович Ефруссі (Ефрусі; 1900—1996), інженер-винахідник у ГУЛАГу[9]. Інший племінник (син брата, московського хіміка та індустріаліста Самуїла Йосиповича Ефруссі) — французький генетик та молекулярний біолог Борис Самойлович Ефруссі[10].
- Племінниці (доньки сестри Бейли (Бетті) Йосипівни Закс, 1867—1931) — Ганна Борисівна Закс, історик-музеєзнавець, і Сарра Борисівна Закс (1898—1981), філолог і педагог-методист.
- Двоюрідні брати (з боку матері) — письменник і журналіст Юлій (Йоел) Аронович Клігман, який за радянських часів публікувався під псевдонімом «Юрій Калугін»; хімік, громадський діяч та публіцист Рувим Маркович Бланк. Двоюрідна сестра (і дружина брата) — історикиня Єва Марківна Ефрусі.

## Книги
- Experimentalle Beiträge zur Lehre vom Gedächtnis. Inaugural-Disseration zur Erlangung der Doktorwürde einer hohen philosophischen Fakultät der Georg-Augusts-Universität vorgelegt von Perla Ephrussi aus Kischinew. Лейпциг: Verlag von Johann Ambrosius Barth, 1904. Переиздание в двух частях — в журнале «Zeitschrift für Psychologie und Physiologie der Sinnesorgane», 37: 56—103, 161—234, Берлин, 1904/1905.
- Персеверация, как фактор нормальной психической жизни. Доклад, читанный в Русском обществе нормальной и патологической психологии 12 мая 1909 года. СПб: Типография П. П. Сойкина, 1910. — 19 с.
- Успехи психологии в России. Итоги съезда по психоневрологии в Москве 10—15 января 1923 г. Петроград, 1923.
- Профилактика хулиганства и школа. Москва: Государственное издательство РСФСР, 1928.
- Очерки по психологии ребёнка школьного возраста. 2-е издание. Москва: Работник просвещения, 1928.
- Психология раннего детства. Москва—Ленинград, 1931.
- Школьная неуспеваемость и второгодничество. Москва—Ленинград, 1932; Москва: Просвещение, 1998.